# Alison Waite

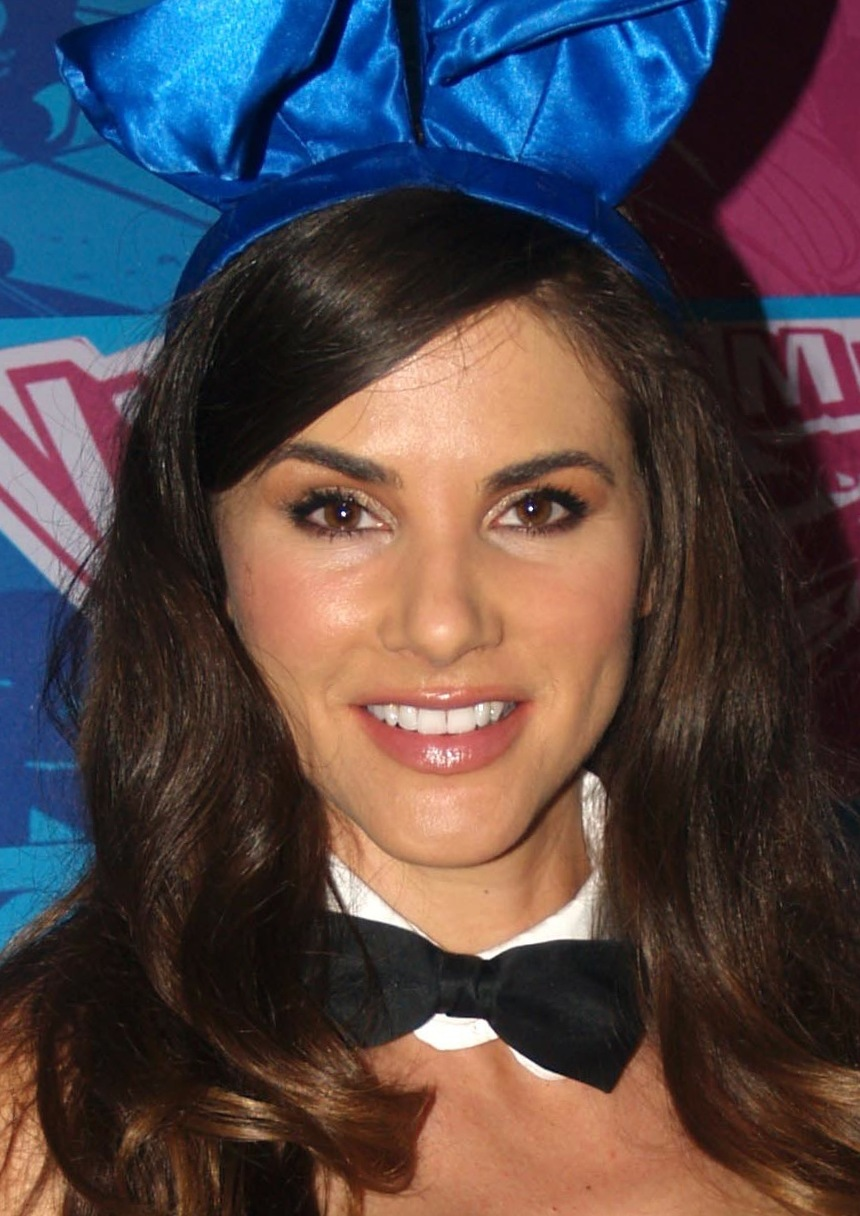
Aly Waite (2013)

Alison Waite bzw.Aly Waite (* 10. November 1981 in Los Altos, Kalifornien) ist ein amerikanisches Model sowie Fernsehmoderatorin. 

## Leben
Alison Waite studierte Gerontologie an der San Diego State University, als sie bei der Mittsommernachtsparty in The Mansion von Hugh Hefner entdeckt wurde. Daraufhin erschien im Mai 2006 auf dem Titelblatt und dem Ausfalter in der Mitte der Zeitschrift Playboy. Sie wurde in der gleichen Ausgabe zum Playmate des Monats gekürt. Sie war eine der vier Finalistinnen bei Playmate des Jahres 2007.
Sie wurde später Korrespondentin für Extra! und Model bei Deal or no Deal. 
Um 2013 schrieb sie regelmäßig eine Kolumne für das Back9 Network, das sich mit dem Golf-Sport und allem was dazu gehört befasst, und war Gastgeberin bei einer Dating Show dieses Senders.
PepsiCo engagierte Alison Waite 2014 als TV-Korrespondentin für die Super-Bowl-Feier im Bryant Park von Manhattan, bei der sie unter anderem den Koch und Top Chef Masters Absolventen David Burke und den New Orleans Saints Quarterback Drew Brees interviewte.

## Filme
- Lake City (2008) als Tanya
- Deep in the Valley (2009) als Babysitter Nr. 1[6]

## Fernsehen
- The Girls Next Door (2005) (TV Show)
- Deal or No Deal (2005) (TV Show)
- Spread TV (2007) (TV Show)
- Kendra (2009) (TV Show)
- Holly's World (2009) (TV Show)[6]